# Giulio Ricordi
Giulio Ricordi (19. prosince 1840, Milán, Itálie – 6. června 1912, tamtéž) byl italský hudební vydavatel, hudební publicista, malíř a hudební skladatel.

## Život
Narodil se v Miláně 19. prosince 1840 a byl synem milánského nakladatele Tita I. Ricordiho. S vypuknutím druhé italské války za nezávislost se v roce 1859 rozhodl narukovat jako dobrovolník a v roce 1860 byl již mladým důstojníkem bersaglieri. Hudbě se věnoval od raného dětství, soukromě se také věnoval skládání drobných skladeb pod pseudonymem Jules Burgmein a právě v tomto vojenském období složil na text básníka Giuseppe Regaldiho národní hymnu věnovanou Viktoru Emanuelu II., která byla představena jako první oficiální hymna bersaglieri.
Byl nejvýznamnějším členem vydavatelské rodiny Ricordiů. V roce 1808 založil jeho dědeček Giovanni Ricordi (1785–1853) v Miláně hudební vydavatelství G. Ricordi & C. Vydavatelství se záhy stalo jednou z nejznámějších hudebních institucí země. Zasloužil se vydávání operních děl skladatelů jako byli Gioacchino Rossini, Vincenzo Bellini, Gaetano Donizetti i mladý Giuseppe Verdi
Giuliovi se podařilo dovést firmu na obchodní i umělecký vrchol. Byl to muž všestranných zájmů. Působil jako novinář (Gazzetta musicale di Milano), malíř, návrhář, hudebník a pod pseudonymem Jules Burgmein i jako hudební skladatel. V roce 1879 založil Società Orchestrale di La Scala. Jako hudební vědec výrazně přispíval do prestižních publikací rodinného nakladatelství (La biblioteca del pianista, l'Opera Omnia di Frédéric Chopin, L'arte musicale in Italia, Le Sonate di Domenico Scarlatti).
Jeho největší zásluha však tkví v bezkonkurenční hudební předvídavosti a podpoře začínajících hudebních skladatelů, kterým pomáhal k světovému úspěchu. Patří mezi ně Amilcare Ponchielli, Alfredo Catalani, Umberto Giordano i Giacomo Puccini. Pro posledního jmenovaného napsal i libreto k opeře Manon Lescaut a úzce spolupracoval na vzniku opery La bohème. Patrně byl i rozhodujícím podnětem, který vrátil stárnoucího Verdiho k operní kompozici a umožnil tak vznik skvostů operní literatury: Otella a Falstaffa.
S jeho smrtí pomalu končí i éra podnikatelů v umění, pro které nebylo umění pouze zbožím, ale trvalou životní náplní.

## Dílo

### Opery
- La principessa invisibile, fiaba umoristica, (pod pseudonymem M. Iremonger – 1869)
- La secchia rapita (Turín, 1910)
- Tapis d'orient (1912)

### Orchestrální skladby
- Le Livre des Serenades
- Nymphes dans le bois (notturno)
- Pulcinella innamorato, dal poemetto eroicomico di Roberto Bracco
- Fantaisie Hongroise
- Le Livre des Histoires : Histoire d'un soldat

### Klavírní skladby
- Le Bal de la poupee (8 piccole danze per pianoforte a 2 o 4 mani)
- La Valse de Mademoiselle Lili
- La Polka de la poupee
- Le Quadrille des Bebes Incassables
- La Mazurka de Monsieur Loulou
- Les Lanciers de Mademoiselle Ninette
- Sir Roger de Coverley
- Galop abracadabrant
- Bonne nuit poupee! (petite berceuse)
- Babau! (galop-surprise)
- Berceuse de Noel (pagina d'album)
- Bicicletta (galop caratteristico – anche per altri organici)
- Carnaval Venitien (piccola suite per pianoforte a 4 mani – anche in versione per piccola orchestra)
- Mon carnet de jeunesse (5 pezzi)
- Fantaisie Hongroise (morceau de Concert)
- Esquisses au Crayon (tre pezzi facili)
- Studio melodico n. 4 in forma di tarantella (op. 57)
- La Regina dei fiori, capriccio fantastio (op. 58)
- Dolori e gioje! (studio melodico n. 5 – op. 59)
- Canto del cuore (op. 60)
- Valzer popolari milanesi (op. 62)
- La Battaglia di S. Martino (op. 65)
- Polka (op. 75)